# Donde hay patrón...
Donde hay patrón... es una película española de comedia estrenada en 1978, dirigida por Mariano Ozores y protagonizada en los papeles principales por Manolo Escobar y Sara Lezana, entre otros.

## Sinopsis
Manolo es el patrón del barco pesquero "Gaviota" que faena en las aguas de Estepona, y cuyo propietario acaba de morir. El testamento del fallecido otorga la propiedad del pesquero a su sobrina Andrea, licenciada en económicas y residente en Madrid. El desconocimiento de las cosas del mar hace que la chica delegue el tema en su tío Felipe, un hombre con pocos escrúpulos que pretende la venta del barco con la ayuda de Zacarías, el administrador del navío. Manolo y el resto de la tripulación, preocupados por su futuro laboral, idearán un plan para impedir la venta y, en el proceso, Manolo se enamorará de la propietaria.

## Reparto
- Manolo Escobar como Manolo.
- Sara Lezana como Andrea.
- Manolo Gómez Bur como Don Felipe.
- Álvaro de Luna como Marcial.
- Gracita Morales como Nieves.
- Mayra Gómez Kemp como Martirio.
- Manuel Alexandre como Zacarías.
- Luis Barbero como Cosme.
- Francisco Camoiras como Hilario.
- Ana María Morales como Rosenda.
- Karlos Granada como Niño.
- Silvia Aguilar como Rosa.
- Mirta Miller como Silvia.
- Fernando Sánchez Polack como Vargas.